# Willy Breebaart
Willy Breebaart (1937) is een Nederlandse regisseuse en scenarioschrijver.
Breebaart scheef in 1966 samen met Arthur Dreifuss en Dity Oorthuys de speelfilm 10.32, met in de hoofdrollen Eric Schneider en Teddy Schaank. In de jaren daarna verleende ze medewerking aan speelfilms als Onkruidzaaiers in Fabeltjesland (regie: Cock Andreoli), Op de Hollandse toer (regie: Harry Booth) en Het debuut (regie: Nouchka van Brakel). Halverwege jaren zeventig ging Breebaart aan de slag als regieassistent. Ze werkte mee aan producties als Geen paniek (regie: Ko Koedijk). In 1977 vervulde ze deze functie opnieuw bij de speelfilm Flanagan, naar het boek van Tim Krabbé.
In 1979 was Breebaart als producent betrokken bij de VARA-dramaserie Ons goed recht, onder regie van Eimert Kruithof. Negen jaar later bracht ze haar zelfregisseerde film Dorst uit, waarin hoofdrollen waren weggelegd voor Gijs Scholten van Aschat en Sylvia Millecam. Ze schreef het scenario voor de film samen met Rogier Proper. Twee jaar later werkten Proper en Breebaart opnieuw samen, ditmaal voor de soap Goede tijden, slechte tijden. De ervarenheid van Breebaart kwam van pas bij de opstart van een nieuwe genre: de soap. Ze ging in 1991 aan de slag als productieleider en volgde Remmelt Remmelts op, die voor Bureau Kruislaan ging werken.
Na ruim een jaar gaf uitvoerend producent van Goede tijden, slechte tijden, Olga Madsen, aan dat ze zich meer wilde gaan richten op het schrijven. Breebaart werd aangesteld als uitvoerend producent van de serie. In 1994 zette ze een punt achter haar werkzaamheden bij deze soap. Haar functie werd overgenomen door Johan Nijenhuis. Hierna ging Breebaart aan de slag als hoofdschrijver bij Onderweg naar Morgen, samen met Paul Jan Nelissen, Hans van Hulst en Bies van Ede. Een jaar later werd dit schrijversteam vervangen. Breebaart werd vervolgens nauw betrokken bij de opstart van de soapserie Goudkust. Samen met Remmelt Remmelts deelde zij de functie projectleider. Breebaart vertrok na één seizoen en droeg haar functie over aan Cora van Amstel.
In 2001 was Breebaart nauw betrokken bij de opstart van Rozengeur & Wodka Lime, maar al na vier afleveringen droeg ze de functie van uitvoerend producent over aan Gerd Jan van Dalen.